# Psittacanthus lasianthus
Psittacanthus lasianthus är en tvåhjärtbladig växtart som beskrevs av Noel Yvri Sandwith. Psittacanthus lasianthus ingår i släktet Psittacanthus och familjen Loranthaceae. Inga underarter finns listade i Catalogue of Life.